# 穆迪冰原島峰
83°7′S 159°30′E / 83.117°S 159.500°E
穆迪冰原島峰（英語：Moody Nunatak）是南極洲的冰原島峰，位於奧次地，處於巴特拉姆高原以西7公里的馬爾什冰川東岸，屬於伊麗莎白女王嶺的一部分，以新西蘭探險隊命名，現時由南極條約體系管理。